# Heinrich Sydath
Heinrich Sydath (ur. 1848 w Ornecie, zm. 1931 w Berlinie) – burmistrz Braniewa w latach 1890–1917, za jego rządów miasto przeżywało lata świetności; Honorowy Obywatel Miasta Braniewa.

## Życiorys
Heinrich Sydath urodził się w 1848 w Ornecie. Najpierw pracował jako urzędnik powiatowej kasy komunalnej w Braniewie (rendant). 3 marca 1890 roku został wybrany 30 głosami na 33 oddanych burmistrzem Braniewa. W dniu 1 sierpnia 1890 roku na posiedzeniu rady miasta został wprowadzony na urząd burmistrza przez starostę powiatu braniewskiego Albrechta Oberga. Pierwsza kadencja na tym stanowisku została wyznaczona na 12 lat. W lipcu 1902 kadencja burmistrza została przedłużona o następne 12 lat. 2 kwietnia 1914 w tajnym głosowaniu radni ponownie przedłużyli kadencję burmistrza Sydatha, tym razem dożywotnio.
W czasie sprawowania przez Sydatha urzędu burmistrza miasto przeszło znaczną modernizację. W 1897 oddano do użytku nowy miejski zakład wodociągowy (przy obecnej ul. Szkolnej 1). W zakładzie znajdowała się wieża ciśnień, a woda dostarczana była z przepływającego obok strumienia Lipówka. Gdy okazało się, że woda ze strumienia nie spełnia norm sanitarnych, wykonano w sąsiednich Rogitach nowe ujęcie wody pitnej, skąd dostarczano ją do zbiorników w mieście. Następnie w latach 1910–1911 wybudowano sieć kanalizacyjną w mieście za kwotę pół miliona ówczesnych marek. Na uroczystym posiedzeniu w dniu 25 stycznia 1912, związanym z poświęceniem nowej kanalizacji miejskiej, prezydent rejencji (Regierungspräsident) Robert von Keyserlingk oznajmił burmistrzowi Sydathowi, że król Prus przyznał mu prawo do noszenia złotego łańcucha. Ufundowany przez radę miasta złoty łańcuch został przekazany burmistrzowi na posiedzeniu w miejskim ratuszu w dniu 12 czerwca 1912 roku.
Również za jego kadencji, oraz dzięki zaangażowaniu proboszcza Antona Materna, został w latach 1891–1897 gruntownie odrestaurowany i wyposażony kościół św. Katarzyny, a także otrzymał oświetlenie gazowe z sieci miejskiej.
Dzięki roztropnemu działaniu burmistrza Sydatha miasto i jego mieszkańcy uniknęli w czasie I wojny światowej nędzy i głodu – m.in. dzięki podpisania umowy tzw. patronatu wojennego (Kriegspatenschaft) z miastem Münster, co ponadto było początkiem późniejszej współpracy obu tych miast.
W maju 1917 przebywał w szpitalu św. Elżbiety w Królewcu, gdzie musiał poddać się operacji. Ponownie podjął obowiązki burmistrza od dnia 31 maja, ale prawdopodobnie nie powrócił do pełni sił, gdyż już 6 czerwca podjął decyzję o przejściu na emeryturę, na którą odszedł z dniem 1 października 1917 roku. W momencie odejścia na emeryturę został odznaczony Orderem Orła Czerwonego III klasy oraz otrzymał tytuł Honorowego Obywatela Braniewa. Została mu również przyznana emerytura w wysokości 750 marek rocznie. Po przejściu na emeryturę wyjechał do Neukölln (dzielnica Berlina), gdzie mieszkał do śmierci. Jeszcze za jego życia – bo występuje już w książce adresowej w 1930 roku – jego imieniem nazwano ponadto jedną z nowo wytyczonych ulic w mieście (współcześnie jest to ul. Żeromskiego). 
Jego następcą na stanowisku burmistrza Braniewa został, wybrany 16 sierpnia 1917,  Leo Gandy (który sprawował ten urząd w okresie od 1 października 1917 do 1 października 1929).

## Odznaczenia i wyróżnienia
- Order Orła Czerwonego III klasy (1917)
- Honorowy Obywatel Miasta Braniewa (1917)